# Поштена употреба
Доктрина поштене или правичне употребе (енгл. fair use) је институција закона о ауторским правима САД која омогућава законито, нелиценцирано укључивање цитата или материјала заштићених ауторским правима у дело другог аутора. Иако је овај термин јединствен законодавству Сједињених Држава, многе друге земље имају у својим законима сличан концепт.
На пример, сличан принцип правично руковање (енгл. fair dealing) је познат у законодавству неких других земаља. Закон о регистрованим заштитним знаковима (енгл. trademark) САД такође познаје доктрину истог имена, мада не и садржаја (та доктрина се у ствари знатно разликује).

## Правна позадина
Доктрина „поштене употребе” је формулисана у члану 17. америчког федералног закона о ауторским правима (§ 107 of US Copyright Act 17 U.S.C.).
Поштено коришћење без тражења дозволе власника ауторских права је дозвољено једино под условом да промовише „напредак науке и уметности” (секција 8 чл. 1 Устава САД).

## Примери у другим западним земљама
Многе друге западне земље имају сличне дозволе које допуштају употребу заштићеног материјала у појединим специфичним условима, а услови су обично наведени у законима за заштиту ауторских права, но ти услови су најчешће рестриктивнији него америчка пракса. Тако, на пример, постоје дефиниције које одговарају поштеној употреби у следећим законима:
- Information Society Directive (Directive 2001/29/EC of 22 May 2001) (Европска унија)
- Copyright, Designs and Patents Act 1988 (UK) (Уједињено Краљевство)
- New Zealand Copyright Act 1994 (Нови Зеланд)
- Sec. 29 (29.1, 29.2), Copyright Act of Canada (Канада)
- Sec. 40-43, Copyright Act 1968 (Cth) (Аустралија)
- Sec. 12(1)-20, Copyright Act of 1978 (Act 98 of 1978 & amendments) (Јужна Африка)

## Аналогија поштене употребе у законодавству Русије
Русија има сличан концепт који се зове „слободна употреба производа”. Главна разлика између „поштене” и „слободне” употребе је да је код прве дозвољена апсолутно свака употреба неког производа све док је употреба правична, док је код руске варијанте употреба слободна само у неколико стриктно дефинисаних случајева.
Такви случајеви где је слободно користити неки материјал и без обраћања аутору или плаћања ауторских права регулисани су 4. поглављем Руског Грађанског кодекса (чланови 70 и 71):
- употреба дела искључиво у приватне сврхе (одељак 1273 Кодекса);
- слобода употребе материјала у информативне, научне, едукативне и културне сврхе (одељак 1274);
- слободно јавно извођење законски слободних музичких дела (којима је истекла лиценца, одељак 1277);
- слободно умножавање дела за примену у праву (одељак 1278);
- слободан запис радио-емисије за краткотрајну употребу (одељак 1279).

Постоје и још неки специфични случајеви (на пример на основу одељка 1325 члана 71 Кодекса или према одељцима 1343 и 1291) где има изузетака. На пример свака музичка плоча која је стављена у циркулацију на територији Руске Федерације, ван територије која је покривена званичним путевима продаје може се дистрибуирати и без посебне дозволе издавача.

## Типови лиценци за поштену употребу
Задужбина Викимедија своје пословање заснива на Лиценци за слободну документацију (скраћено ГЛСД) и не прихвата слике за које постоји трајно ауторство, без одрицања. Међутим, таквих слика је мало, нарочито код специфичних субјеката, те се у појединим случајевима, у само једном чланку, употреби слика у малој резолуцији, а она се обележи адекватним шаблоном поштене употребе.
За детаљну листу шаблона види у чланцима Типови лиценци на Википедији и Шаблони за ауторско право.

## Пример „поштене употребе”
О поштеној употреби понекад информише оваква Вики-кутија:
This file is copyrighted. The individual who uploaded this work and first used it in an article, and subsequent persons who place it into articles, assert that this qualifies as fair use of the material under Fair use United States copyright law.
На следећој страници Викимедијине оставе чије мултимедијалне садржаје користе и чланци Википедије, видимо пример такве примене.
У конкретном примеру је у питању плакат филма, у веома малој резолуцији која онемогућава комерцијално штампање, али је довољна да илуструје садржај чланка. Како се наводи у њеној пратећој документацији датотека „Crocodile dundee poster.jpg” је употребљена само у чланку самог филма, и у још једном другом, који се бави изворном кинематографијом Аустралије.
Пратећи опис датотеке мора да укључи и следеће елементе:
(1. Личну изјаву појединца који отпрема датотеку —)
- Иако је слика лиценцирана и подлеже ауторском праву, мислим да њено приказивање на овој страници одговара законима САД о поштеној употреби, и то зато што:

(2. Додатна објашњења —)
- Не постоји бесплатна еквивалента која би ефективно идентификовала предмет чланка;
- Употребљена слика ни на који начин не ограничава власника ауторског права да на тржишту дистрибуира дато дело;
- Слика је употребљена само једном, и то у малој резолуцији која онемогућава пиратство;
- Слика није публикована на Википедији, већ потиче са стране — видети извор наведен раније;
- Слика одговара општим енциклопедијским захтевима Википедије;
- Слика одговара политици Википедије по питању медијских садржаја;
- Слика је употребљена искључиво у материјалу који је повезан са Википедијом;
- Слика је довољна да идентификује предмет чланка, а то је сам филм;
- Слика је употребљена искључиво у чланку о теми којој одговара;
- Уз слику је приложена кратка документација са описом, изворником, и јасном атрибутацијом власника права.

Адекватна лиценца за ову датотеку коју предлаже Википедија је <non-free poster> то јест „лиценцирани постер” али има и других, на пример „корица књиге” или „корица часописа”.

## Актуелност у Србији и могуће аналогије у српском праву
У овом делу чланка се бавимо искључиво теоријским аспектима примене концепта „поштена употреба” — потенцијалним могућностима, а не праксом (изјава о ограничењу одговорности).
Иако ова лиценца постоји и на српској Википедији, она се не препоручује, због могућности да постављени материјал буде обрисан уколико се утврди лиценца супротна наведеној. За разлику од тога српска Википедија предложила је лиценцу Ауторство 3.0 Србија (CC BY 3.0 RS) уколико и где има услова за њену примену.

#### Примена закона и универзални кодекс
Комплетан текст закона види на Викиизворнику
Свака држава има закон о ауторским правима, и постоји универзални неписани кодекс цитирања (различит од књиге до књиге итд.). Док правило цитирања може да варира од једне научне области до друге, од државе до државе и од аутора до аутора, дотле закон децидно регулише правила у односу на писана дела, базе података, софтвер, музичка остварења, тонске записе, кореографију, ликовна и архитектонска дела.
Закон о ауторским правима који је важио у Србији до 2009. био је либералнији од закона који важе у другим земљама. У случају некомерцијалне употребе дозвољавао је коришћење и копирање ауторских дела и без тражења посебне дозволе или плаћања ауторске накнаде. Изменама и допунама овог закона, које су донете 2012. предвиђена су сва ограничења коришћења ауторских дела која постоје у ЕУ (Закон о ауторским и сродним правима Републике Србије, 2012). Тако је према новим одредбама закона, на пример, забрањено „умножавање писаних дела у обиму целе књиге, осим ако су примерци те књиге распродати најмање две године; и умножавање нотних записа музике, осим ручним преписивањем.” Копирање целих књига које нису распродате дуже од две године сматра се кривичним делом за које је запрећена казна затвора од три до пет година.

Међутим, закон регулише само право аутора да контролише продукцију својих дела и штити од бесправног коришћења. 
Закон штити експресију идеја, процедуре, методе, концепте, открића, као и избор и уређивање чињеница у базама података, али не и саме чињенице, идеје, процедуре, методе, концепте. Идеје и чињенице нису заштићене законом, али изражавање идеја и умножавање ауторских дела јесу.
Стога и цитирање кратких навода из писменог дела, или нечије усмене изјаве (било voce viva или јавне медијске, како писане тако на интернету публиковане) у другом научном делу, новинском чланку или есеју закон ниједне државе не регулише. Такво цитирање, у циљу да би се нечији рад вредновао или пак критиковао је редовна и нормална пракса у писању. Наиме, цитати показују да аутор није усамљен у одређеној тврдњи и тако подупиру његове ставове.
Сасвим је друга ситуација у случају дводимензионалних визуелних дела и других уметничких остварења, где важе универзална правила о ауторству (власништву ауторског дела), те је за употребу — чак и у информативне сврхе — по важећем закону о ауторским и сродним правима (Сл. Гласник РС, бр. 104/2009, 99/2011, 119/2012) потребно контактирати аутора, или издавача уколико је овај откупио ексклузивно право. Треба да се тражи дозвола од носиоца ауторског права за коришћење сваког појединачног остварења (посебно за свако ауторско дело) и то написмено да би се избегли неспоразуми. То није само законска обавеза, већ на то позива и морал, јер је плагијат — присвајање производа туђег стручног и научног рада — упоредив с крађом, неовлашћеним присвајањем туђе својине.

#### Прописи и концепти закона
Има ли у српском закону о ауторским и сродним правима „поштеној употреби” сличних концепата? Закон (5.2. — Суспензија искључивих права и права на накнаду) регулише следеће сродне аспекте:
- Дозвољено је, у оквиру извештавања јавности о текућим догађајима — путем штампе, радија, телевизије и других медија — и без дозволе аутора и плаћања ауторске накнаде умножавати примерке објављених дела која се појављују као саставни део текућег догађаја о коме се извештава; дозвољено је припремање и умножавање кратких извода и сажетака из новинских и других сличних чланака у прегледима штампе; дозвољено је умножавање јавних политичких, верских и других говора одржаних у државним органима, верским установама или приликом државних или верских свечаности; дозвољено је слободно коришћење дневних информација и вести које имају природу новинског извештаја (Члан 43)
- Дозвољено је без дозволе аутора и без плаћања ауторске накнаде за некомерцијалне сврхе наставе јавно извођење или представљање објављених дела у облику непосредног поучавања на настави, затим на школским приредбама, под условом да интерпретатори не приме накнаду за извођење и да се не наплаћују улазнице (Члан 44)
- Дозвољено је без дозволе аутора и без плаћања ауторске накнаде умножавање дела од стране јавних библиотека, образовних установа, музеја и архива за сопствене потребе и ако таквим умножавањем ове институције немају намеру да остваре непосредну или посредну имовинску корист (члан 45)
- Од наплате ауторских права (између осталог) ни под којим условом нису изузете грађевинске реализације дела архитектуре, рачунарски програми и електронске базе података, те умножавање писаних дела у обиму целе књиге, осим ако су примерци те књиге распродати најмање две године (члан 46)
- Дозвољено је без дозволе аутора и без плаћања ауторске накнаде умножавање, као и други облици јавног саопштавања кратких одломака ауторског дела (право цитирања), односно појединачних кратких ауторских дела, под условом да је дело јавно објављено, да се поменути делови, односно кратка дела, без измена интегришу у друго дело ако је то неопходно ради илустрације, потврде или референце, уз јасну назнаку да је реч о цитату, да се на погодном месту наведе ко је аутор цитираног дела, који је наслов цитираног дела, када је и где је цитирано дело објављено, уколико су ти подаци познати,

а при том,
- повреду права представља и уклањање или измена електронске информације о правима, или јавно саопштавање ауторског дела са којег је информација о правима неовлашћено уклоњена или је измењена, а да при том починилац има основа да зна да тиме подстиче, омогућава, олакшава или прикрива повреду ауторског права или сродног права (Члан 208, 5).

Значи, слобода објављивања се пре свега односи на свеже информативне и на некомерцијалне, едукативне садржаје и овај део закона умногоме подсећа на концепт „поштене употребе” садржаја. На жалост, из делом либерално формираног текста закона није јасно да ли наведене суспензије важе и за фотографије и друге мултимедијалне садржаје. Википедија или њој слични јавни пројекти и непрофитни информативни интернет-сервиси би теоретски могли да добију извесне ауторске садржаје у „поштену употребу” без надокнаде ауторства, али то није спецификовано законом. Осим тога, додатно компликује ствари да Википедијина Кријејтив комонс лиценца аутоматски укључује и комерцијалну употребу материјала (ако аутор другачије не лиценцира са BY-NC-ND — Искључиво некомерцијална употреба)) што закон у Србији у свакој форми изричито забрањује. Варијанта Кријејтив комонс ауторства Кријејтив комонс Ауторство 3.0 Србија која се примењује на српској Википедији још је проблематичнија, пошто аутоматски искључује додавање ауторске рестрикције (NonCommercial — NC) чиме се лице које своју датотеку преноси на сервер одриче свих права.
Према томе, то јест по слободној интерпретацији закона, у Србији „поштена употреба” значила би пре свега употреба у едукативне и некомерцијалне сврхе, осим у случају дво- или тродимензионалних уметничких дела (ликовно дело и фотографија) и оригиналних, комерцијалних софтвера које је увек забрањено користити без дозволе аутора или без надокнаде аутору (члан 47).

#### Злоупотреба и крађа ауторског дела
Заговарачи укидања поштене употребе стрепе од злоупотребе овог закона.
Ова бојазан је најсликовитије приказана у класичном судском прецеденту под називом „Фолсом против Марша” (Folsom v. Marsh, 9 °F.Cas. 342) који се одиграо 1841. године, где је оптужени преписао 353 страна из 12-томне биографије Џорџа Вашингтона да би од истог материјала саставио свој двотомни рад. Дело је објављено, али је аутор ухваћен и наравно оптужен за „пиратство ауторских права”.
Међутим, иако је аргументовано на основу „поштеног” приступа, због огромне количине позајмљеног материјала суд није могао да донесе ослобађајућу пресуду.
У то време такозвани „штампани резимеи” целих дела (енгл. abridgement) нису били сматрани крађом интелектуалног власништва, тако да ни право деривата неког дела није могло бити атрибутовано ексклузивно на аутора. Судија је у складу са тадашњим правом дао претпоставку да се радило о приказу или смотри, то јест делу сумирања (енгл. review) при којем је дозвољено да се у циљу рецензије у „поштеној намери” цитира чак и толико велика пропорција оригинала, уколико је намера да се наведени материјал користи у виду цитата за разумну и „правичну” критику. Такав аргумент касније је назван „најгори став о интелектуалном власништву икада представљен”.
Ипак, током овог случаја први је пут јавно употребљен концепт „поштена” употреба дела.
Наравно, суд је био подељен, јер обим употребљеног материјала и није најбитнији (не по данашњим законима, него из моралног гледишта). Пошто, гледано с друге стране, чак и делић туђег дела може да буде злоупотребљен ако се користи у контексту који нарушава ауторитет оригиналног аутора, или ако га ускраћује примања од свог дела јер га је неко непромењено прекопирао и дистрибуисао.
Као и у том случају, и данашњи судови треба да евалуирају случај до случаја, и утврде степен злоупотребе, такође на основу других правних фактора, поштена употреба остаје само смерница.
У случају цитирања текста постоји много начина и стилова, али је једно правило исто и непромењиво: текст мора увек јасно назначавати где престају ставови аутора и почиње изношење туђих. Ако се крше правила цитирања и извор не буде јасно назначен, аутор се излаже опасности да буде оптужен за присвајање туђег ауторског рада.
Такође, уколико навод прелази одређени обим реченица у једној целини, крши се кодекс цитирања и говоримо о плагирању, а цели делови који се копирају из туђег дела, са нејасним навођењем или без ауторисања текста су плагијати.
О правилима и правилним начинима цитирања, о дужини цитата итд. у различитим врстама дела и код различитих области науке и праксе види у: Навод (цитат).

## Ауторска права на интернету
Могућност публиковања електронски драстично је изменила ситуацију у пракси. Док се раније већина информација налазила у штампаном облику, само библиотеке су омогућавале јавну доступност информацијама, позајмљивањем грађе. Међубиблиотечка позајмица је омогућавала размену материјала — уколико локалне библиотеке нису поседовале неки материјал, обраћале би се другим библиотекама у земљи или иностранству за позајмицу траженог материјала.
Појавом електронских публикација ситуација се променила, јер је ранији статус библиотека престао да буде пресудан. Електронска ера је убрзала размену материјала, али је уједно озбиљно искомпликовала примену закона о ауторским правима. Рестрикције које прате електронски приступ информацијама отежале се услове за остваривање права на слободу информисања као основног људског права дефинисаног чланом 19. Универзалне декларације о људским правима који гласи:
"Свако има право на слободу мишљења и изражавања, што обухвата и право да не буде узнемираван због свог мишљења, као и право да тражи, прима и шири обавештења и идеје било којим средствима и без обзира на границе."

## Пример екстремног случаја
Пример тога у које екстреме иду конфликти везани за ауторска права добро илуструје следећи случај:
Америчка музичка кућа ВМГ (VMG Salsoul, LLC) је тужила Мадону и њене продуценте за повреду ауторских права (семплинг) наводећи да су за потребе песме „Вогју” (Vogue) копирали сегмент њихове песме познате од раније као „Лов Брејк” (Lоve Break) — у трајању од 0,23 секунди — и користили модификовану верзију тог фрагмента при снимању песме „Вогју”. Мадона је са овом песмом постигла завидан успех током деведесетих година.
Надлежни суд је у завршној пресуди одбио тужбу уз образложење да „де минимис” копирање не представља повреду права и да широка слушалачка публика суштински неће разликовати кратак исечак у песми „Вогју” као препознатљиву музичку секвенцу са пореклом из „Лов Брејк.” Суд је одбацио аргумент адвоката ВМГ да је Конгрес раније елиминисао де минимис у случајевима повреде снимљених музичких материјала. Суд је сматрао да правни концепт де минимис није изузетак у случају повреда ауторског права на звучне записе, и да се подједнако односи на све радње везане за ауторска права. Одлука суда је из правног угла била разумна, поводом овог у сваком погледу нонсенс случаја.
Наравно, јавност је била подељена у вези одлуке суда, појављивали су се подругљиви наслови у новинама „Мадони не треба копирајт за семпловање” и слично. Противници одлуке аргументују да неауторизовано позајмљивање музичког материјала чак ни у „де минимис” не ослобађа од кривице интелектуалне крађе. Међутим, иде у прилог одлуке да амерички закон дозвољава деривате инспирисане другим делима, то јест дозвољено је имитирати или симулирати креативно дело записано у облику музичког снимка (на пример трибут-бендови) све док се не прави и дистрибуира егзактна копија оригинално извођеног дела.
Овај случај свакако јасно расветљава зашто је у закону потребна правична „поштеда” за случајеве екстремних оптужби.

## Прелазак дела у јавно власништво
Ауторско право је временски ограничено и, после времена одређеног законом, дело прелази у јавно власништво. Када неко ауторско дело постаје слободно?
У Србији, као и у свим европским земљама и већини земаља света, ауторско право важи 70 година после смрти аутора, а ако је дело имало више аутора, онда од смрти последњег коаутора. До 2004. године и ступања на снагу новог Закона о ауторском и сродним правима, према тада важећем пропису (Службени лист Србије и Црне Горе, бр. 61/04) трајање заштите ауторских права у Србији било је 50 година од смрти аутора.